# Pascal Schürpf
Pascal Schürpf (Bázel, 1989. július 15. –) svájci korosztályos válogatott labdarúgó, a Grasshoppers középpályása.

## Pályafutása

### A klubcsapatokban
Schürpf a svájci Bázel városában született. Az ifjúsági pályafutását az Old Boys csapatában kezdte, majd a Basel akadémiájánál folytatta.
2008-ban mutatkozott be a Basel első osztályban szereplő felnőtt keretében. 2009 és 2014 között a Concordia Basel, a Lugano, az Aarau, a Bellinzona és a Vaduz csapatát erősítette kölcsönben. 2014-ben a Vaduzhoz igazolt. 2017. február 28-án szerződést kötött a Luzern együttesével. Először 2017. március 5-én, a Grasshoppers ellen hazai pályán 1–1-es döntetlennel zárult mérkőzés 64. percében, Ricardo Costa cseréjeként lépett pályára, majd nyolc perccel később meg is szerezte első gólját a klub színeiben.
2023 júliusában a Grasshoppers szerződtette.

### A válogatottban
Schürpf az U18-as, az U19-es, az U20-as és az U21-es korosztályú válogatottakban is képviselte.

## Statisztika
2023. május 29. szerint.
| Klub     | Szezon   | Bajnokság          | Bajnokság | Bajnokság | Kupa  | Kupa  | Nemzetközi | Nemzetközi | Összesen | Összesen |
| Klub     | Szezon   | Bajnokság          | Mérk.     | Gólok     | Mérk. | Gólok | Mérk.      | Gólok      | Mérk.    | Gólok    |
| -------- | -------- | ------------------ | --------- | --------- | ----- | ----- | ---------- | ---------- | -------- | -------- |
| Luzern   | 2016–17  | Swiss Super League | 10        | 3         | 1     | 0     | —          | —          | 11       | 3        |
| Luzern   | 2017–18  | Swiss Super League | 22        | 11        | 2     | 2     | 2          | 0          | 26       | 13       |
| Luzern   | 2018–19  | Swiss Super League | 34        | 9         | 3     | 2     | 2          | 0          | 39       | 11       |
| Luzern   | 2019–20  | Swiss Super League | 33        | 8         | 2     | 1     | 3          | 0          | 38       | 9        |
| Luzern   | 2020–21  | Swiss Super League | 31        | 6         | 4     | 2     | —          | —          | 35       | 8        |
| Luzern   | 2021–22  | Swiss Super League | 14        | 2         | 2     | 0     | —          | —          | 16       | 2        |
| Luzern   | 2022–23  | Swiss Super League | 30        | 5         | 0     | 0     | —          | —          | 30       | 5        |
| Összesen | Összesen | Összesen           | 174       | 44        | 14    | 7     | 7          | 0          | 195      | 51       |

## Sikerei, díjai
Basel
- Swiss Super League
  - Bajnok (1): 2009–10

- Svájci Kupa
  - Győztes (1): 2009–10

 Luzern
- Svájci Kupa
  - Győztes (1): 2020–21